# Амбатулямпи (окръг)
Окръг Амбатулямпи (на малгашки: Ambatolampy) е бивш окръг в Мадагаскар, провинция Антананариву, регион Вакинанкарача. Населението на окръга през 2011 година е 242 722 души. Площта му е 1755 km². Административен център е град Амбатулямпи.

## Административно деление
Окръгът се състои от 18 общини (каоминини):
- Амбатулямпи
- Амбатунджакалавао
- Амбудифарихи Фенуманана
- Амбухипихаунана
- Анджанувелюна
- Анджавуля Вухипену
- Анджиамбиляни
- Антакасина
- Антанамаляза
- Антанимасака
- Анцампанджану
- Бехендзи
- Белямбу Фирайсана
- Мандзакатумпу
- Мурарану
- Сабуци Нанатуана
- Циафадзавуна Анкарача
- Циндзуариву